# Narycia petrodoxa
Narycia petrodoxa är en fjärilsart som beskrevs av Edward Meyrick 1923. Narycia petrodoxa ingår i släktet Narycia och familjen säckspinnare. Inga underarter finns listade i Catalogue of Life.